# Cyrtandra platyphylla
Espèce
Cyrtandra platyphylla est une espèce de plantes à fleurs de la famille des Gesneriaceae.